# Церковь Всех Святых (Ярославль)
Церковь Всех Святых — утраченный православный храм в историческом центре Ярославля. Был построен в 1680-х года. Разрушен коммунистами в 1937-м.

## История
Время основания храма неизвестно. Первое из сохранившихся упоминаний о деревянной церкви во имя Всех Святых содержится в Переписной книге Ярославля 1646 года.
23 августа 1683 года митрополит Иона дал прихожанам разрешение на строительство каменного однопрестольного холодного храма, который они возвели на свои средства к 1689 году. Дата освящения Всехсвятской церкви известна по надписи на кресте, хранившемся в алтарной части храма: «Водружен крест сей во храме святых и равноапостольных жен мироносиц лета 7202 [1694] месяца марта в 18 день на память иже во святых отца нашего Кирилла, архиепископа Иерусалимского. Бысть сей крест в церкви Всех Святых. В лето 7197 [1689] освятися алтарь… месяца мая в 22 день».

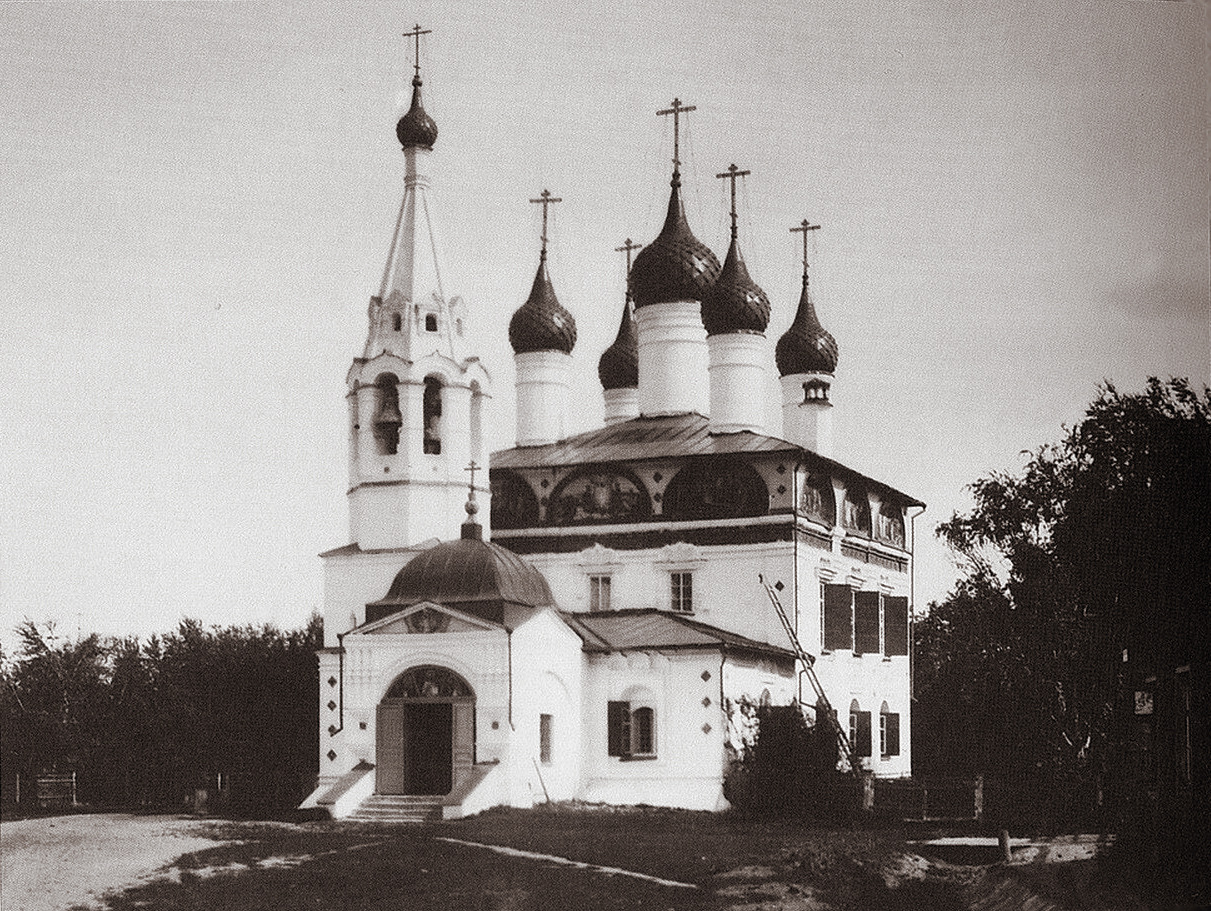
Храм Всех Святых в XIX веке

Архитектура Всехсвятского храма была типичной для ярославского зодчества XVII века — крупный четверик с полукруглой апсидой в алтарной части, увенчанный пятью главами, с притвором с западной стороны, над северо-западным углом которого возвышалась шатровая колокольня, и крыльцом. Храм и притвор внутри были полностью расписаны стенным письмом.
По грамоте митрополита Иоасафа от 22 января 1695 началось возведение в камне тёплой однопрестольной церкви в честь Жён Мироносиц, законченное в 1697 году. Строительство велось на средства прихожан.
В конце XVIII века в ходе перестройки города по регулярному плану проложенная от храма к Власьевской площади улица получила название Всесвятская.
В начале XIX века Мироносицкая церковь была значительно перестроена, получив черты классицизма. В 1853 году на средства ярославского купца Ивана Тихоновича Гарцева к тёплой церкви с западной стороны была сделана пристройка, на первом этаже которой помещена ризница, на втором — часовня в честь Толгской иконы Божией Матери. Сама икона была написана на стене по штукатурке. На следующий год тот же жертвователь построил каменный дом для церковного причта.
В 1900 году на средства прихожан Всехсвятского храма Дмитрия Алексеевича Друженкова и его супруги Анны Николаевны (урожденной Гарцевой) при храме был открыт городской сиротский дом для девочек из бедных семей в возрасте от 3 до 17 лет «без различия званий, сословий и происхождения». Воспитанницы заведения имели не только прекрасные бытовые условия (для их проживания, вместо прежнего здания, был приобретен особняк на Пробойной улице, на лето устроена дача в районе станции Лютово), но их обучали грамоте, рукоделию, готовили к будущей самостоятельной жизни. В 1904 году Анна Николаевна вместе с братом умершего мужа Николаем Алексеевичем открыли при храме богадельню для неимущих и неспособных к труду лиц обоего пола.
С разрешения Московского археологического общества в 1905 году была проведена реставрация стенного письма и икон Всехсвятской церкви.
В советское время храм Всех Святых был отнят у общины и передан евангелистам. В 1936 году его закрыли и вскоре обе церкви разрушили по решению облисполкома. На их месте построили жилые дома № 2 и 4 по улице Максимова.

## Галерея

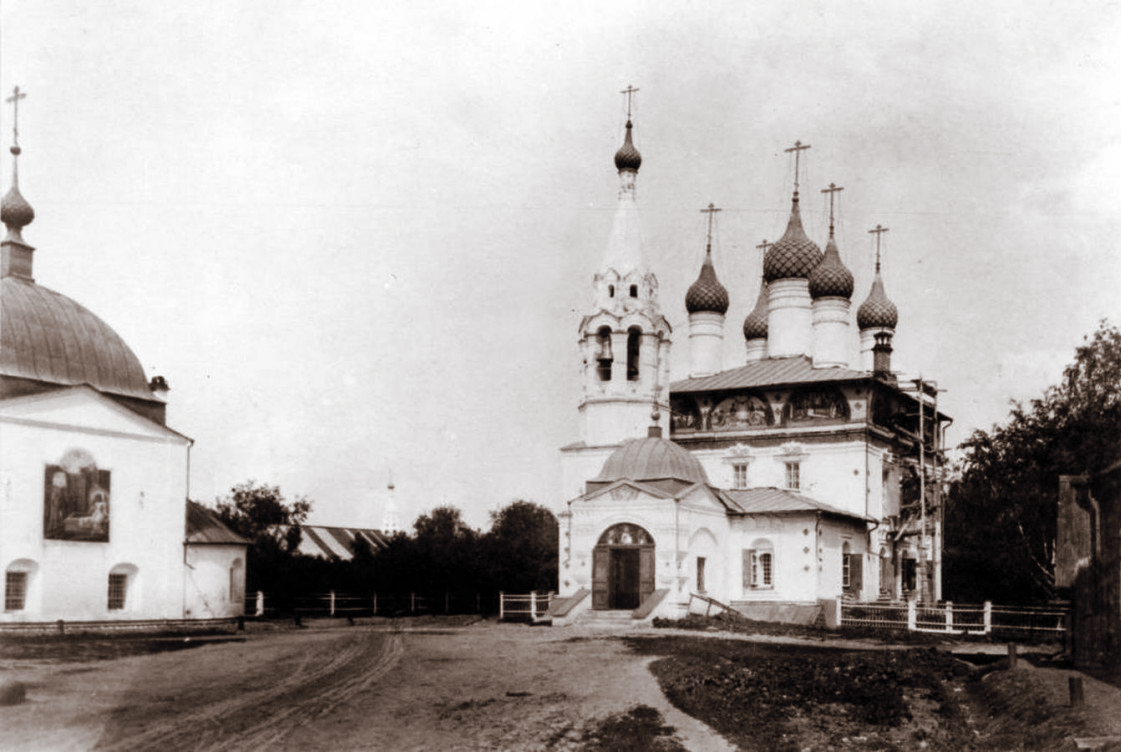
Храм Всех Святых в 1900-х годах. Слева — храм Жён Мироносиц
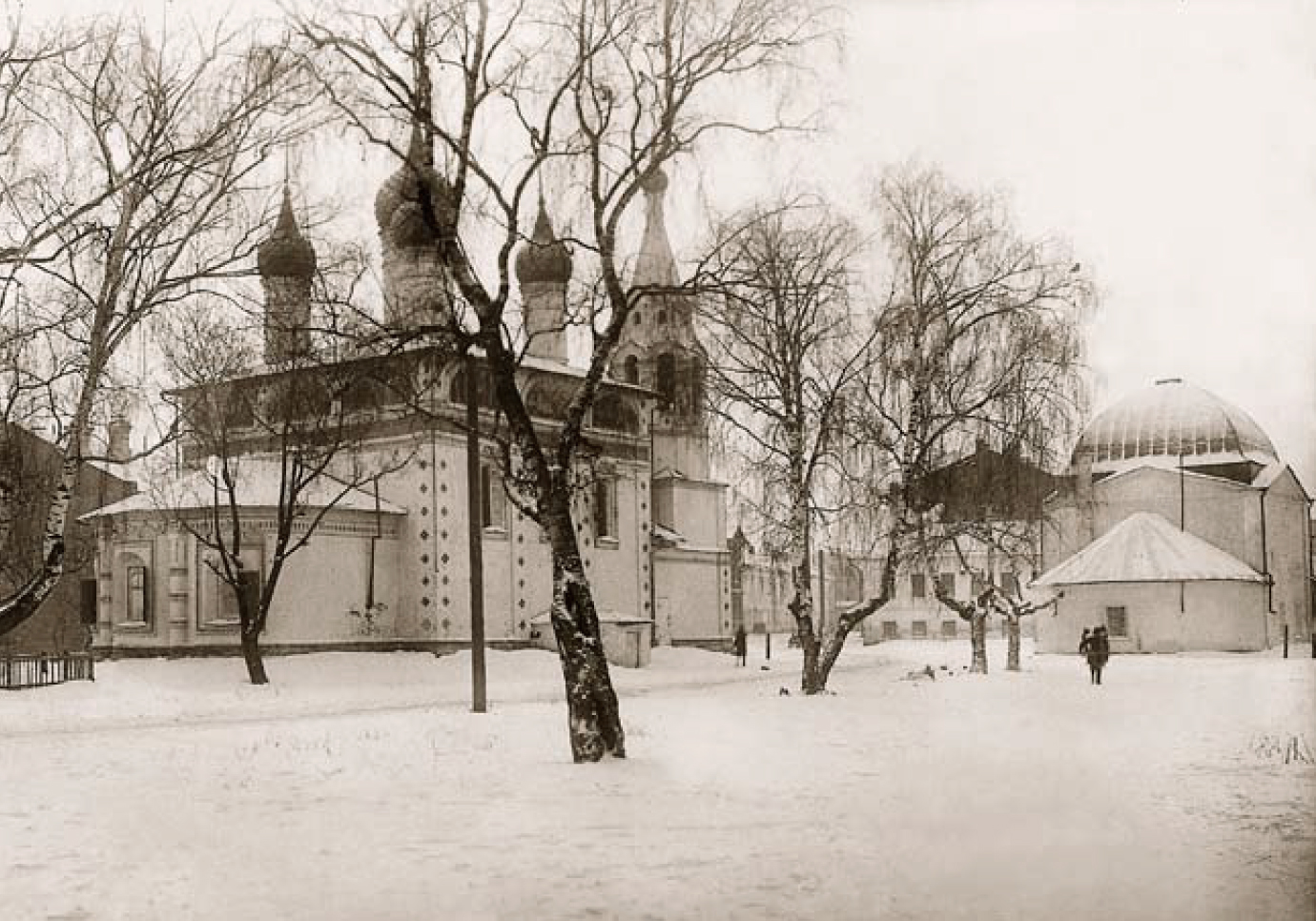
Храм Всех Святых в 1920-х годах. Справа — храм Жён Мироносиц